# أنتوني كالفانو
أنتوني كالفانو (بالإنجليزية: Anthony Calvano)‏ هو لاعب كرة قدم أمريكي في مركز الدفاع، ولد في 8 يناير 1982 في غاردين غروفي في الولايات المتحدة. لعب مع بيتسبورغ ريفرهوندز ونادي بان.